# Bambecque
Bambecque település Franciaországban, Nord megyében. Lakosainak száma 842 fő (2022. január 1.). Bambecque Rexpoëde, West-Cappel, Wormhout, Herzeele, Houtkerque és Oost-Cappel községekkel határos.

## Népesség
A település népességének változása:
| Lakosok száma | 750  | 744  | 751  | 770  | 806  | 812  | 822  | 832  | 842  |
|               | 2013 | 2015 | 2016 | 2017 | 2018 | 2019 | 2020 | 2021 | 2022 |